# Lechea deckertii
Lechea deckertii är en solvändeväxtart som beskrevs av John Kunkel Small. Lechea deckertii ingår i släktet Lechea och familjen solvändeväxter. Inga underarter finns listade i Catalogue of Life.